# Sandaucourt
Sandaucourt là một xã ở tỉnh Vosges, vùng Grand Est, Pháp. Xã này có diện tích 10,78 kilômét vuông dân số năm 1999 là 187 người. Xã này nằm ở khu vực có độ cao trung bình 350 m trên mực nước biển. 
Người dân địa phương danh xưng tiếng Pháp là Sanladicurtiens.

## Hành chính
| Danh sách các xã trưởng |           |               |      |         |
| Giai đoạn               | Giai đoạn | Tên           | Đảng | Tư cách |
| 2008                    | 2014      | Claude Voriot |      |         |
| 1959                    | 2008      | Gilbert Hass  |      |         |

## Biến động dân số
| 1962                                         | 1968 | 1975 | 1982 | 1990 | 1999 |
| -------------------------------------------- | ---- | ---- | ---- | ---- | ---- |
| 193                                          | 225  | 245  | 247  | 204  | 187  |
| Số liệu từ năm 1962: Dân số không tính trùng |      |      |      |      |      |